# Weegflesje

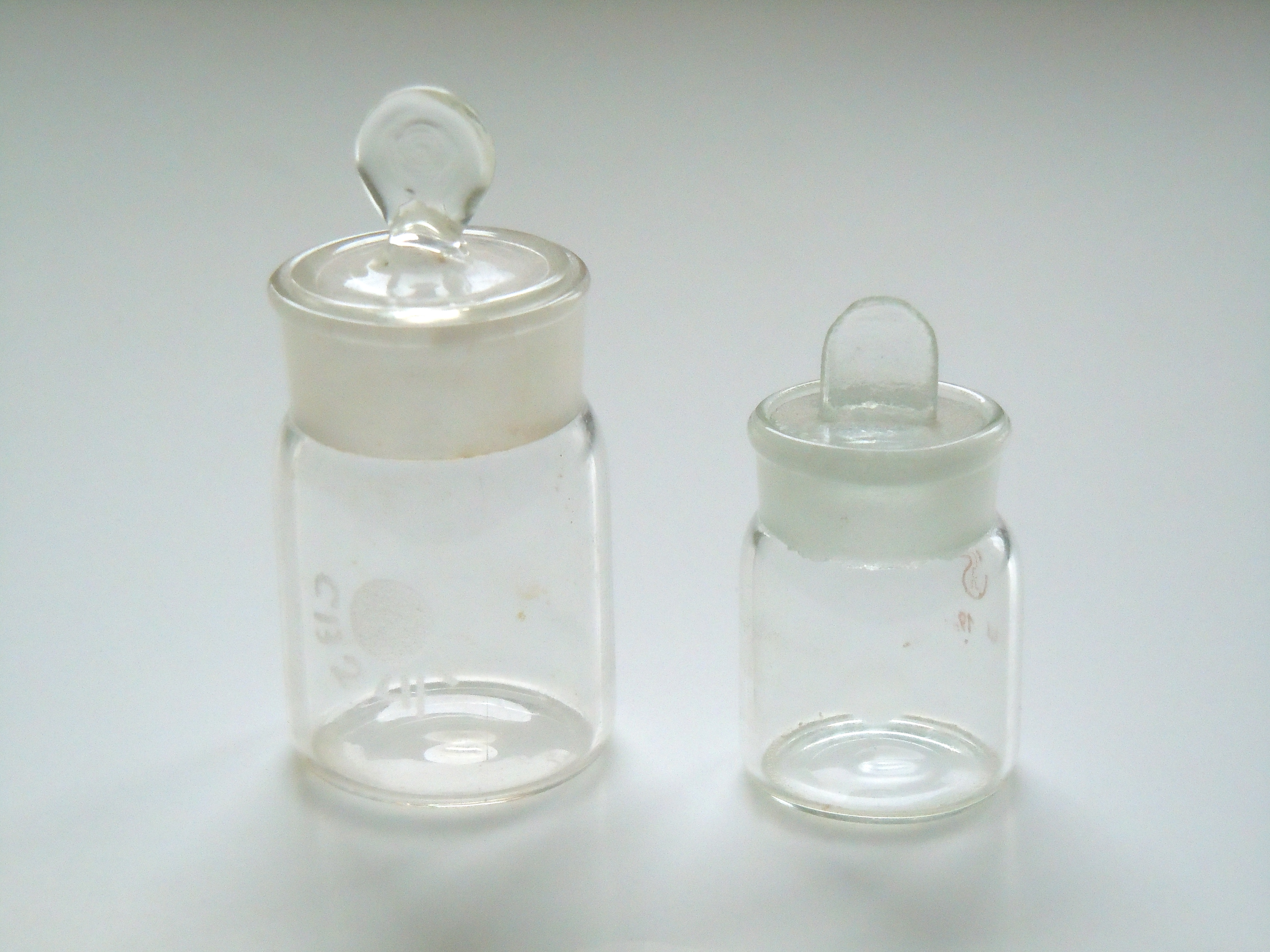
weegflesjes

Een weegflesje is een laboratoriumvoorwerp dat wordt gebruikt om precies het gewicht van vaste of vloeibare stoffen te meten.
Meestal zijn dergelijke flesjes gemaakt van dun glas, maar er zijn ook exemplaren van keramiek of kunststof. Het materiaal van de flesjes moet zo worden gekozen dat ze chemisch inert zijn, zodat er geen chemische reactie kan optreden tussen de te wegen stof en het materiaal van het flesje. Dergelijke flesjes zijn leverbaar in vele vormen en afmetingen.
Analoog hieraan bestaan er ook weegbakjes, die niet van boven afgesloten kunnen worden.